# Osvaldo Aranha
Osvaldo Euclides de Sousa Aranha (Alegrete, 15 de febrero de 1894-Río de Janeiro, 27 de enero de 1960), político y diplomático brasileño.
Tuvo una destacada actuación en los gobiernos de Getúlio Vargas y también en el ámbito de las Naciones Unidas, donde presidió la Asamblea General (1947-1948) y el Consejo de Seguridad (marzo de 1947). Fue iniciado en el candomblé por la Iyalorixá Eugênia Anna Santos y entre los dos lograron que Getulio Vargas promulgase, en 1938, el decreto presidencial 1202 que reconocía la legítimidad de los terreiros tradicionales y permitía la práctica de este culto.

## Biografía

### Primeros años
Era hijo de Luísa de Freitas Vale, por quien fuera alfabetizado, y del coronel de la Guardia Nacional y fazendeiro Euclides de Sousa Aranha, dueño de la estancia Alto Uruguai, en Itaqui (interior de Río Grande del Sur). Pasó su infancia en Alegrete, ciudad en la cual su abuelo ayudó a fundar.

### Cargos políticos
Entre 1934 y 1937 fue Embajador en los Estados Unidos, y desde 1937 hasta 1945, Ministro de Asuntos Exteriores de Brasil. Retornó a la escena política en 1947, como jefe de la delegación brasileña en la recién creada Organización de Naciones Unidas (ONU). Presidió la II Asamblea General, que votó el plan de la ONU para la partición de Palestina de 1947, que culminó con la creación del Estado de Israel. 